# Тарлаковский, Дмитрий Валентинович
Дмитрий Валентинович Тарлаковский (6 сентября 1949 года, Севастополь) — советский и российский учёный в области механики. Педагог высшей школы.

## Биография
Родился в семье военнослужащего.
Окончил МАИ (1972) по специальности летательные аппараты; механико-математический факультет МГУ (1975) по специальности прикладная математика. Кандидат физико-математических наук (1980) Доктор физико-математических наук (1990).
С 1 сентября 2011 года работает в НИИ механики МГУ, зав. лабораторией динамических испытаний.
Преподаёт в МАИ, Заведующий кафедрой «Сопротивление материалов, динамика и прочность машин»
Член Российского национального комитета по теоретической и прикладной механике

## Научные интересы
Нестационарные контактные задачи, дифракция волн на препятствиях, волны в многосвязных областях